# Ortygospiza atricollis
L'astro quaglia (Ortygospiza atricollis (Vieillot, 1817)) è un uccello passeriforme della famiglia degli Estrildidi. Rappresenta inoltre l'unica specie attualmente ascritta al genere Ortygospiza Sundevall, 1850.

## Descrizione

### Dimensioni
Misura circa 9–10 cm di lunghezza, coda compresa.

### Aspetto

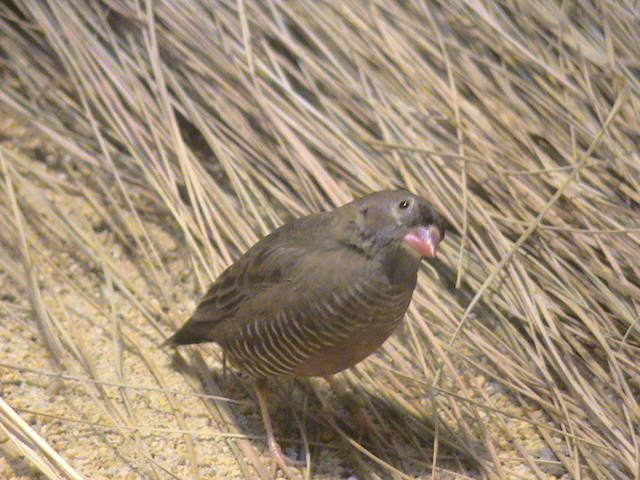
Una femmina in cattività.

Come intuibile dal nome comune, gli astri quaglia presentano una forte somiglianza nell'aspetto con delle quaglie in miniatura, avendo un aspetto robusto e arrotondato, corte ali arrotondate, forti zampe e coda molto corta e squadrata.

Testa, dorso e ali sono di colore grigio-brunastro, con tendenza a divenire più scuro sulle remiganti, mentre la coda è nera: anche la faccia è nera, con presenza di una bavetta biancastra e di un anello perioculare dello stesso colore. Bianchi sono anche i bordi delle penne del petto e dei fianchi, le quali invece sono per il resto nerastre, dimodoché questa zona ha un caratteristico aspetto a scaglie: il ventre ed il sottocoda sono invece di colore bruno-arancio. La femmina differisce dal maschio in quanto appare più gracile e tende ad avere colorazione nera facciale molto ridotta o addirittura assente: in ambedue i sessi il becco è di colore rosso-violaceo, le zampe sono di colore carnicino e gli occhi sono bruni, con cerchio perioculare carnicino-grigiastro.

Le varie sottospecie di astro quaglia presentano differenze anche consistenti nell'estensione del bianco e del nero facciali (in particolare nella sottospecie nominale il bianco facciale è quasi assente, da cui il nome scientifico della specie, atricollis, che deriva dal latino e significa "dal collo nero"), nella tonalità di colorazione del becco e nell'intensità delle striature di petto e fianchi.

## Biologia

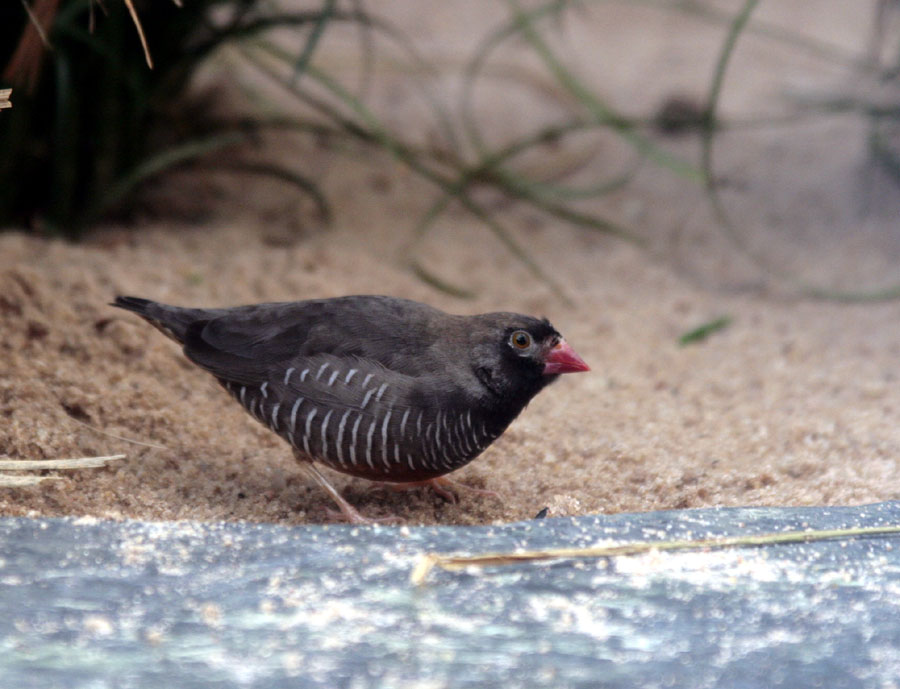
Un maschio si abbevera.

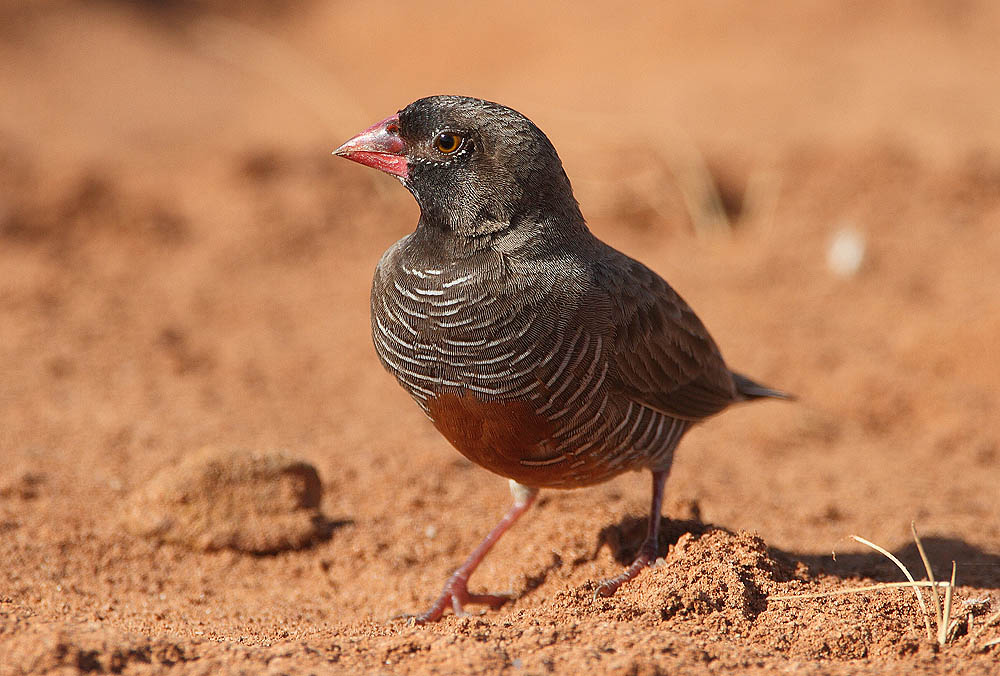
Un maschio della sottospecie nominale in Gambia.

Anche nel comportamento gli astri quaglia presentano analogie con le quaglie vere e proprie: questi uccelli vivono infatti in coppie e passano la maggioranza della propria vita al suolo (pur essendo in grado di spiccare il volo), mostrando vari adattamenti ad uno stile di vita prettamente terricolo: un esempio sono le forti zampe e la corta coda, che permettono a questi uccelli di procedere camminando, piuttosto che saltellando come avviene nella maggior parte degli estrildidi. Si tratta di uccelli molto timidi, che al minimo segnale di pericolo si nascondono nel folto della vegetazione, dove rimangono accovacciati ed immobili: se la fonte di disturbo si avvicina troppo, anche inconsapevolmente, l'animale spicca il volo quasi verticalmente, per poi nascondersi nuovamente fra l'erba alta.

### Alimentazione
L'astro quaglia è un uccello essenzialmente granivoro, che si nutre perlopiù di piccoli semi di graminacee reperiti al suolo: la sua dieta si compone inoltre di altri cibi sia di origine vegetale (bacche, frutta, germogli) che animali (insetti e altri invertebrati di piccole dimensioni).

### Riproduzione
La stagione riproduttiva coincide generalmente con la fine della stagione delle piogge: ambedue i partner collaborano alla costruzione del nido, che ha forma sferica, viene edificato intrecciando piuttosto grossolanamente fili d'erba e fibre vegetali ed ubicato fra l'erba alta, a poca altezza oppure direttamente al suolo. Al suo interno la femmina depone 3-5 uova biancastre, che essa cova alternandosi col maschio per circa due settimane, al termine delle quali schiudono pulli ciechi ed implumi: le cure dei nidiacei sono anch'esse a carico di entrambi i sessi, ed essi generalmente si allontanano definitivamente dal nido attorno al mese di vita.
Gli astri quaglia subiscono parassitismo di cova da parte del combassù della Nigeria.

## Distribuzione e habitat
L'astro quaglia abita una vasta porzione dell'Africa subsahariana dal Senegal all'Etiopia, e a sud fino alla Namibia e al Sudafrica orientale, mancando però dalle foreste pluviali equatoriali.
L'habitat di questi uccelli è rappresentato dalle aree aperte scarsamente alberate, anche rocciose o sabbiose, a copertura erbosa o cespugliosa e con presenza di una fonte d'acqua dolce permanente.

## Tassonomia

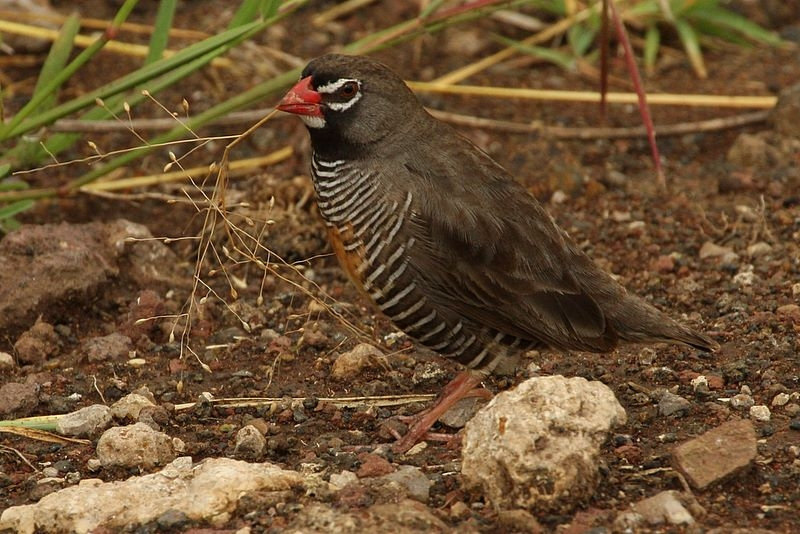
Maschio della sottospecie muelleri nel cratere di Ngorongoro.

Se ne riconoscono undici sottospecie:
- Ortygospiza atricollis atricollis, la sottospecie nominale, diffusa dalla Mauritania al Camerun;
- Ortygospiza atricollis ansorgei Ogilvie-Grant, 1910, diffusa dalla Gambia al Togo;
- Ortygospiza atricollis digressa Clancey, 1958, diffusa nell'area fra Zimbabwe orientale, Mozambico meridionale e Sudafrica nord-orientale;
- Ortygospiza atricollis dorsostriata van Someren, 1921, diffusa nella zona del lago Alberto;
- Ortygospiza atricollis fuscata Sclater, 1932, diffusa in Angola, Katanga e Zambia;
- Ortygospiza atricollis fuscocrissa Heuglin, 1863, endemica del Corno d'Africa;
- Ortygospiza atricollis gabonensis Lynes, 1914, diffusa in Gabon e Congo occidentale;
- Ortygospiza atricollis muelleri Zedlitz, 1911, diffusa dall'Angola al Kenya e a sud fino a Namibia e Botswana;
- Ortygospiza atricollis pallida Roberts, 1932, diffusa nel Botswana settentrionale;
- Ortygospiza atricollis smithersi Benson, 1955, diffusa nello Zambia nord-orientale;
- Ortygospiza atricollis ugandae van Someren, 1921, diffusa in Sudan meridionale, Uganda e Kenya occidentale;

In passato veniva individuata una dodicesima sottospecie, Ortygospiza atricollis minuscula, attualmente accorpata e sinonimizzata con la sottospecie smithersi.
Tradizionalmente, le sottospecie gabonensis e fuscocrissa sono state classificate come specie a sé stanti, rispettivamente coi nomi di Ortygospiza gabonensis e Ortygospiza fuscocrissa: tuttavia tale distinzione si basa principalmente su differenze di carattere morfologico (la colorazione dell'area facciale e pettorale), che costituiscono criterio di distinzione anche a livello di sottospecie, mentre a livello genetico non sono state trovate differenze tali da giustificare un'ulteriore separazione fra le tre specie, quanto piuttosto da giustificarne l'unione in un unico complesso-specie.
Secondo alcuni autori, del genere Ortygospiza farebbe parte anche l'astro quaglia ali rosse, col nome di Ortygospiza locustella, tuttavia attualmente la maggior parte degli studiosi sono d'accordo nel considerare corretta l'ascrizione di questi uccelli al genere Paludipasser, anch'esso monotipico.

Nell'ambito della famiglia degli estrildidi, l'astro quaglia appare piuttosto lontano e basale rispetto agli altri membri, formando un clade coi generi Amadina e Amandava, oltre che col già citato Paludipasser.